# Get Down Saturday Night
Get Down Saturday Night is een nummer van de Amerikaanse zanger Oliver Cheatham. Hij schreef het nummer samen met Kevin McCord, die samen met Al Hudson en Dave Roberson ook de productie voor zijn rekening nam. In 1983 werd het uitgebracht als eerste single van het tweede studioalbum van de zanger, Saturday Night.
Het nummer is opgenomen in de soundtrack van de videogame Grand Theft Auto: Vice City, waar het te beluisteren is op de virtuele radiozender Fever 105. Ook speelt het een prominente rol in de film Ex Machina. Get Down Saturday Night werd in 2001 gesampled door Room 5 in zijn nummer Make Luv en in 2004 door Michael Gray in zijn nummer The Weekend.

## Hitnoteringen
Get Down Saturday Night kwam alleen in de Britse UK Singles Chart terecht. Hierin stond het vijf weken genoteerd, met één week op plek 38 als hoogste notering. Daarnaast haalde het ook de Hot Black Singles-lijst van Billboard.